# Johannes Becher
Johannes Robert Becher (München, Duitse Keizerrijk, 22 mei 1891 - Oost-Berlijn, Duitse Democratische Republiek, 11 oktober 1958) was een Duits dichter en politicus. Hij is vooral bekend geworden als dichter van Auferstanden aus Ruinen, het volkslied van de voormalige DDR.

## Jeugd
Johannes Becher werd geboren als zoon van een rechter in München. In 1910 probeerde hij met zijn vriendin zelfmoord te plegen; alleen Becher overleefde, zwaargewond. Vanaf 1911 studeerde hij medicijnen en filosofie in München en Jena, maar hij brak zijn studie af om schrijver te worden. In 1913 verschenen zijn eerste expressionistische werken. Vanwege zijn zelfmoordpoging werd hij afgekeurd voor de dienstplicht tijdens de Eerste Wereldoorlog. In deze jaren werd hij meermaals in een psychiatrische kliniek opgenomen vanwege zijn morfine-verslaving.

## 1917 - 1945
Becher werd in 1917 lid van de USPD en stapte in 1918 over naar de Spartakusbund, waaruit in januari 1919 de KPD ontstond. Teleurgesteld over het mislukken van de revolutie verliet Becher de KPD in 1920 en zocht hij toenadering tot de godsdienst. In 1923 werd Becher weer lid van de KPD en werd hij ook actief.
Als kunstenaar werkte Becher in deze periode expressionistisch en had contacten met de Maagdenburgse kunstenaarsvereniging Die Kugel en publiceerde onder meer in de tijdschriften Verfall und Triumph, Die Aktion en Die neue Kunst. In 1925 verscheen zijn anti-oorlogsroman Levisite oder Der einzig gerechte Krieg. Hij werd aangeklaagd wegens literair hoogverraad; deze aanklacht werd pas in 1928 ingetrokken. In dat jaar was hij ook een van de oprichters van de Bund proletarisch-revolutionärer Schriftsteller (BPRS) en werd hiervan de eerste voorzitter. Vanaf 1932 was hij uitgever van de krant Die Rote Fahne en was ook kandidaat voor de KPD bij de Rijksdagverkiezingen.
In maart 1933 na de Rijksdagbrand vluchtte Becher naar het Tsjechoslowaakse Brno. In 1935 vestigde hij zich in de Sovjet-Unie en werd hij hoofdredacteur van het emigrantentijdschrift Internationale Literatur – Deutsche Blätter en lid van het centraal comité van de KPD.
Al snel kwam Becher in Moskou in de problemen bij de Stalinistische zuiveringen. In 1936 mocht hij de Sovjet-Unie al niet meer verlaten en in 1941 werd hij naar Tasjkent gedeporteerd, waar hij zich meerdere malen van het leven probeerde te beroven. In 1943 was Becher mede-oprichter van het Nationalkomitee Freies Deutschland.
Door zijn contacten in deze tijd met Georg Lukács keerde Becher zich af van het expressionisme; zijn werken van na die tijd stonden in het teken van het socialistisch realisme.

### Na 1945

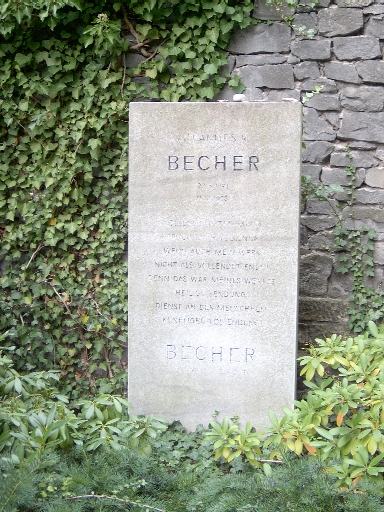
Graf van Johannes Becher op de begraafplaats Dorotheenstadt in Berlijn

Na de Tweede Wereldoorlog keerde Becher terug naar Duitsland en vestigde zich in de Sovjet-bezettingszone. Becher wist als president van de Cultuurbond een aantal prominente kunstenaars waaronder Heinrich Mann, Thomas Mann, Berthold Brecht, Hermann Hesse, Lion Feuchtwanger en componist Hanns Eisler - zij waren voor Hitlers regime naar Amerika gevlucht - over te halen om naar de oostelijke zone te komen. Daarnaast deed hij pogingen om bij opportunistische Duitse Cultuurdragers die ondanks alles in Duitsland waren gebleven, kunstenaars als Erich Kästner en Wilhelm Furtwängler die in de westelijke zone wilden wonen, sympathie te wekken voor het socialistische project in de Russische bezettingszone. Hij was betrokken bij de oprichting van het Aufbau Verlag en het literatuurtijdschrift Sinn und Form.
Vanaf 1946 was Becher lid van het Centraal Comité, het bestuur van de regerende SED. Na de oprichting van de DDR op 7 oktober 1949 werd Becher lid van de Volkskammer. Op verzoek van het centraal comité schreef hij de tekst van het lied Auferstanden aus Ruinen, "Opgestaan uit ruïnes", op een melodie van Hanns Eisler, dat tot het volkslied van de DDR werd verkozen.
Van 1954 tot 1958 was Becher minister van cultuur van de DDR. In de periode van destalinisatie bepleitte hij politieke hervormingen, wat hem op zware kritiek uit de partij kwam te staan. In september 1958 moest hij om gezondheidsredenen aftreden en op 11 oktober van dat jaar overleed Becher aan kanker.
Hij werd door de Sovjet-Unie geëerd met de Stalin Vredesprijs.
Dat Johannes Becher het socialisme in een nagelaten geschrift "de grootste fout van zijn leven" noemde werd pas in 1983 bekend. De DDR gaf hem, tegen zijn wil, een groots opgezette staatsbegrafenis. In Leipzig werd in 1955 een" Institut für Literatur „Johannes R. Becher“" opgericht en meerdere scholen en straten in de DDR droegen zijn naam. In de DDR werd in 1971 een postzegel met zijn portret uitgegeven. Hij bleef bekend als dichter en literator en omdat hij de woorden van het tot aan het einde van het bestaan van deze Russische satellietstaat gebruikte volkslied had gedicht.
- Bibsys: 90057300
- Biblioteca Nacional de España: XX1200746
- Bibliothèque nationale de France: cb14788694b (data)
- Catàleg d'autoritats de noms i títols de Catalunya: 981058521678406706
- CiNii: DA02003305
- Digitale Bibliotheek voor de Nederlandse Letteren: bech009
- Gemeinsame Normdatei: 118507931
- International Standard Name Identifier: 0000 0001 0898 4727
- Library of Congress Control Number: n50006246
- Nationale Bibliotheek van Letland: 000080157
- MusicBrainz: 16c4731b-080d-4df5-b738-e2f85801c23d
- Bibliotheek van het Japanse parlement: 00432655
- Nationale Bibliotheek van Tsjechië: jn19990000620
- Nationale bibliotheek van Australië: 35649977
- Nationale Bibliotheek van Israël: 987007258314905171
- Nationale Bibliotheek van Polen: a0000001192551
- Nationale en Universitaire bibliotheek Zagreb: 000203952
- Nederlandse Thesaurus van Auteursnamen: 068753292
- Istituto Centrale per il Catalogo Unico: RAVV048028
- LIBRIS: 177053
- SNAC: w6bg4f30
- Système universitaire de documentation: 160247314
- Trove: 1026917
- Union List of Artist Names: 500337684
- Virtual International Authority File: 49241183
- WorldCat: E39PBJjMwRgygPvBDTbyVF48YP